# باول كوهن (ملحن)
باول كوهن (بالإنجليزية: Paul Cohen)‏ هو ملحن ومنتج أسطوانات أمريكي، ولد في 10 نوفمبر 1908 في شيكاغو في الولايات المتحدة، وتوفي في 1 أبريل 1970.

## وصلات خارجية
- باول كوهن على موقع ميوزك برينز (الإنجليزية)
- باول كوهن على موقع ديسكوغز (الإنجليزية)